# IC 1205
IC 1205 је спирална галаксија у сазвјежђу Херкул која се налази на листи објеката дубоког неба у Индекс каталогу.
Деклинација објекта је + 9° 32' 15" а ректасцензија 16h 14m 15,8s. Привидна величина (магнитуда) објекта IC 1205 износи 13,7 а фотографска магнитуда 14,5. IC 1205 је још познат и под ознакама MCG 2-41-22, CGCG 79-84, NPM1G +09.0458, IRAS 16118+0939, PGC 57574.